# ميجيل إريباس
ميجيل إريباس (بالإسبانية: Mikel Iribas) (13 أبريل 1988 بسان سيباستيان في إسبانيا - ) هو لاعب كرة قدم إسباني في مركزي الظهير والدفاع. لعب مع ريال سوسيداد ب ونادي ألكوركون ونادي ميرانديس.

## وصلات خارجية
- ميجيل إريباس على موقع قاعدة بيانات كرة القدم.إي يو (الإنجليزية)
- ميجيل إريباس على موقع Soccerbase.com (لاعب) (الإنجليزية)
- ميجيل إريباس على موقع Soccerway.com (الإنجليزية)
- ميجيل إريباس على موقع AS.com (الإسبانية)